# 大房郢水库
大房郢水库位于安徽省合肥市北侧，位于南淝河支流四里河上游，水域面积约184平方公里，总库容约1.77亿立方米。水库于1958年动工，后因三年经济困难停工，直至20世纪90年代被提出重建，2001年12月29日开工，2002年10月实现河道截流，2003年底通过阶段验收并下闸蓄水，2004年与董铺水库联通。